# Loděnka píštělová
Loděnka píštělová (Allonautilus scrobiculatus) je druh mořského hlavonožce z řádu Nautilida. Je jedním ze dvou žijících druhů rodu Allonautilus. Tím druhým je Allonautilus perforatus. Je to druhý nejznámější druh z čeledi loděnkovití (Nautilidae)[zdroj?].
Loděnka píštělová dosahuje v průměru délky okolo 20 cm. Vyskytuje se v pobřežních vodách Šalamounových ostrovů a Nové Guineje. Žije ve hloubkách 150–⁠400 m a její pozorování je velmi vzácné, což je také důvod, proč je o jejím způsobu života tak málo známo.